# Otmar Hasler

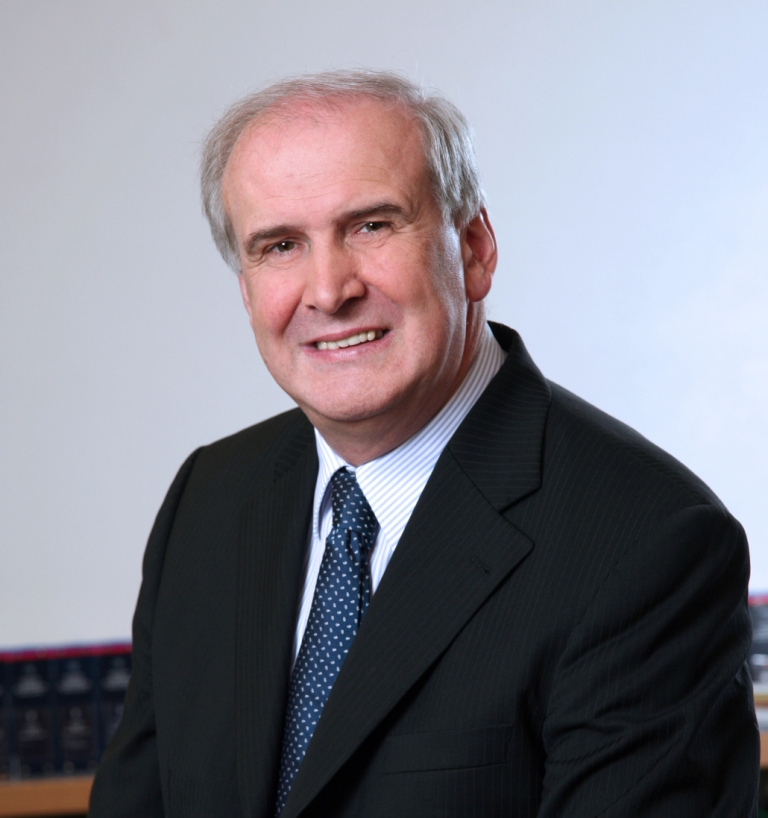
Otmar Hasler

Otmar Hasler (* 28. September 1953 in Gamprin/Bendern) war von 2001 bis 2009 Regierungschef des Fürstentums Liechtenstein. Er übernahm am 5. April 2001 das Amt seines Vorgängers Mario Frick. Am 8. Februar 2009 gab er seinen Rücktritt bekannt. Am 25. März 2009 wurde er von Klaus Tschütscher abgelöst.

## Biografie
Otmar Hasler hat an der Universität Freiburg (Schweiz) studiert und mit dem Sekundarlehrerdiplom abgeschlossen. Von 1979 bis 2001 war er als Lehrer an der Sekundarschule Eschen (Liechtenstein) tätig. Otmar Hasler ist mit Traudi Hasler (geb. Hilti) verheiratet und Vater von vier Kindern. Vor seiner Wahl zum Regierungschef des Fürstentums Liechtenstein hatte Otmar Hasler verschiedene politische Ämter inne und war unter anderem von 1989 bis 2001 Abgeordneter im liechtensteinischen Parlament, dem Landtag. Zudem war er Landtagsvizepräsident (1994, 1996 bis 2001) und Landtagspräsident (1995). Zwischen 1993 und 1995 wirkte er darüber hinaus als Präsident der Fortschrittlichen Bürgerpartei in Liechtenstein sowie seit 1993 als Mitglied des Präsidiums.
Am 5. April 2001 übernahm Otmar Hasler die Regierungsgeschäfte von Amtsvorgänger Mario Frick (Vaterländische Union, VU), nachdem die Fortschrittliche Bürgerpartei bei den liechtensteinischen Parlamentswahlen im Februar 2001 mit einem Stimmenanteil von 49,9 Prozent 13 von 25 Parlamentssitzen erlangen konnte. Bei den Parlamentswahlen vom 11./13. März 2005 konnte die Fortschrittliche Bürgerpartei mit Regierungschef Otmar Hasler trotz Stimmenverlusten den höchsten Stimmenanteil der Parteien erzielen, verlor aber die absolute Mehrheit im Parlament.
In seiner Amtszeit von 2001 bis 2005 hatte Otmar Hasler die Regierungsressorts (vergleichbar mit Ministerien) Präsidium, Finanzen, Bauwesen sowie Familie und Gleichstellung inne. In seiner zweiten Amtszeit hatte Regierungschef Otmar Hasler die Ressorts Präsidium, Finanzen und Bauwesen inne. Er führte als Regierungschef die im April 2005 eingesetzte Koalitionsregierung von FBP und VU. Nachdem bei der Landtagswahl am 8. Februar 2009 die VU zur stärksten Partei wurde, erklärte Otmar Hasler seinen Rücktritt als Regierungschef. Neuer Regierungschef wurde am 25. März sein bisheriger Stellvertreter Klaus Tschütscher.
Otmar Hasler hat die politische Landschaft im Fürstentum Liechtenstein mit seiner Persönlichkeit nachhaltig geprägt. Am 24. März 2009 verlieh ihm S.D. Fürst Hans Adam II. von und zu Liechtenstein für seine Verdienste um das Land Liechtenstein den Titel „Fürstlicher Rat“.

## Auszeichnungen
- 2004: Großes Goldenes Ehrenzeichen am Bande für Verdienste um die Republik Österreich[2]